# Lindigia varicolor
Lindigia varicolor là một loài ruồi trong họ Tachinidae.